# Runde Stadt Bagdad
Koordinaten: 33° 20′ 55,7″ N, 44° 20′ 7″ O

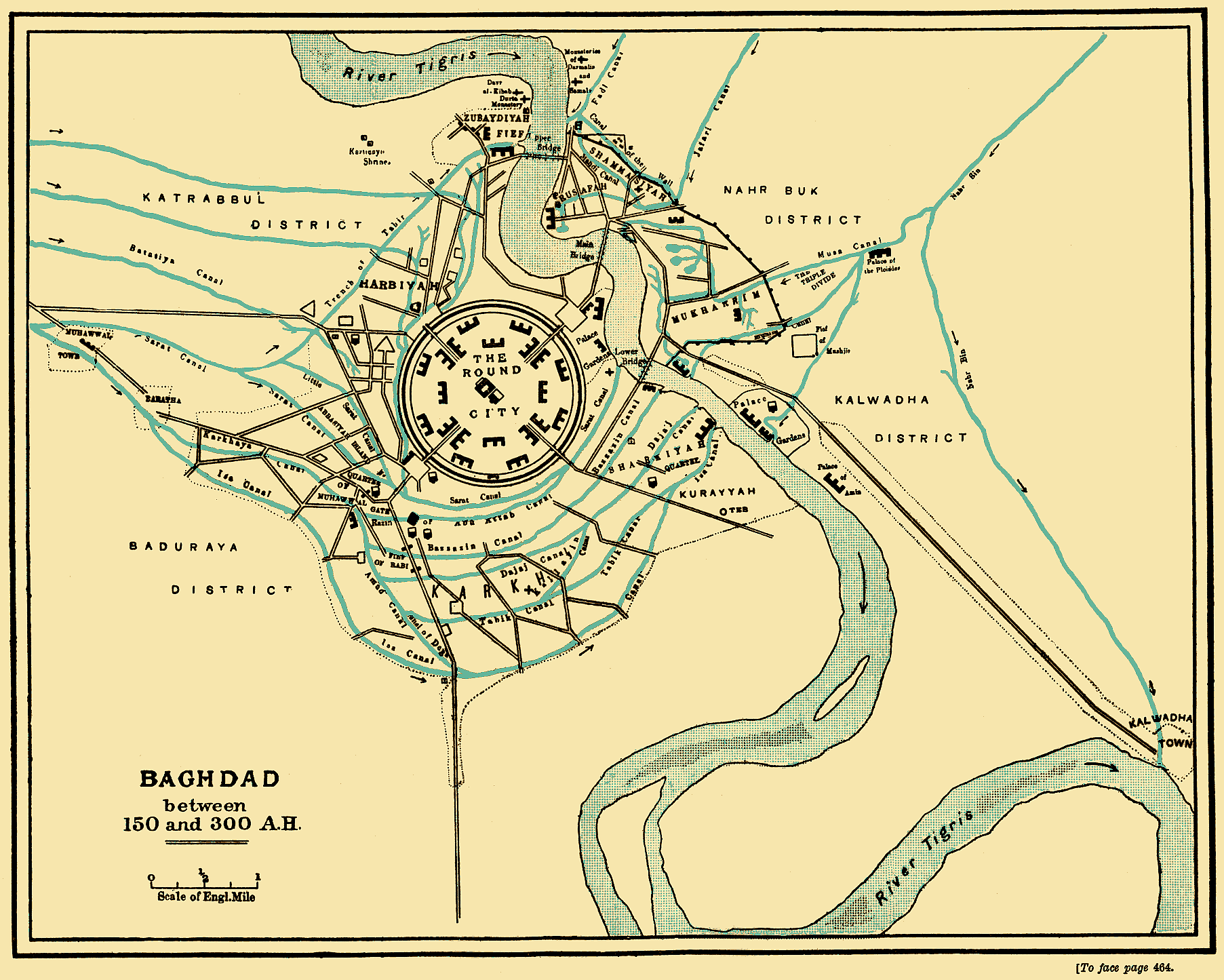
Die runde Stadt Bagdad in einer Rekonstruktion von 1883

Die Runde Stadt Bagdad (arabisch مدينة بغداد المدورة, DMG Madīnat Baġdād al-mudawwara; ursprünglich: Stadt des Friedens, arabisch مدينة السلام / Madīnat as-Salām) ist nach dem islamischen Historiker at-Tabarī eine vom Abbasidenherrscher al-Mansur ab 762 in etwa fünf Jahren erbaute Stadt mit zwei kreisrunden Befestigungsmauern und vier Toren, in der sich auch das Haus der Weisheit befand. Moschee und Palast lagen in der Mitte. Der Standort war u. a. aus verkehrstechnischen Gründen gewählt. Es war die neue Hauptstadt des islamischen Reichs, die sich zum späteren Bagdad entwickelte und auch unter neuen Herrschern florierte. 
Über Herkunft und Bedeutung der runden Form gibt es verschiedene Theorien, die sich einig darüber sind, dass sie al-Mansurs Herrschaftsanspruch repräsentieren sollte. Jedoch finden sich auch im sassanidischen Städtebau bereits Tendenzen zu kreisförmigen Anlagen. 
Ob at-Tabarīs Schilderungen zutreffen, ist allerdings umstritten, weil es keine archäologischen Zeugnisse dieser Stadt gibt. Es könnte sich um eine Sage und eine Reminiszenz der mesopotamischen Stadt Hatra handeln, die runde Befestigungsmauern besaß. Die Authentizität der „runden Stadt“ wurde durch einen rekonstruierten Plan des Archäologen Ernst Herzfeld nahegelegt, der in zahlreichen Publikationen seit Beginn des 20. Jahrhunderts wiedergegeben wurde, aber nicht auf Funden, sondern ausschließlich auf at-Tabarīs exakten Angaben beruht. Einen nachweislich runden Grundriss hat allerdings die ab 772 nach dem Vorbild der Hauptstadt erbaute Stadt ar-Rafiqa (heute ar-Raqqa).